# Phytomyza multifidi
Phytomyza multifidi este o specie de muște din genul Phytomyza, familia Agromyzidae, descrisă de Spencer în anul 1985.
Este endemică în Kenya. Conform Catalogue of Life specia Phytomyza multifidi nu are subspecii cunoscute.